# Newton St Petrock
Newton St Petrock – wieś i civil parish w Anglii, w hrabstwie Devon, w dystrykcie Torridge. W 2001 roku civil parish liczyła 163 mieszkańców.